# Tremors 6: A Cold Day in Hell
Tremors 6: A Cold Day in Hell (bra: O Ataque dos Vermes Malditos 6: Um Dia Frio no Inferno) é o sexto filme da franquia Tremors, dos vermes gigantes. As gravações começaram em Janeiro de 2017 e foi lançado em Maio de 2018. Foi lançado direto para DVD e Blu-ray. Dirigido por Don Michael Paul, com roteiro de John Whelpley. Michael Gross (Burt Gummer) e Jamie Kennedy (Travis B. Welker) voltam ao filme. No Brasil, o filme pode ser adquirido em versão digital oficialmente legendado em português pelo Youtube, iTunes, e Playstation Store.

## Elenco
| Atores                 | Personagens       |
| ---------------------- | ----------------- |
| Michael Gross          | Burt Gummer       |
| Jamie Kennedy          | Travis B. Welker  |
| Tanya van Graan        | Dr. Rita Sims     |
| Jamie-Lee Money        | Valerie McKee     |
| Rob Van Vuuren         | Swackhamer        |
| Kiroshan Naidoo        | Hart Hansen       |
| Paul Du Toit           | Mr. Cutts         |
| Keeno Lee Hector       | Aklark            |
| Adrienne Pearce        | Mac               |
| Christie Peruso        | Geo-Tech Vargas   |
| Francesco Nassimbeni   | Dr. Chales Freeze |
| Jenna Upton            | Dr. Silke Daanen  |
| Jay Anstey             | Dr. D             |
| Oscar Petersen         | Royal Mounted     |
| Denny Keogh            | Agente Dalkwed    |
| Greg Kriek             | Dutch             |
| Alistair Moulton Black | Yankee            |
| Stephanie Schildknecht | Aussie            |

## Filmagem
A equipe tinha originalmente a intenção de filmar nas montanhas da Bulgária, mas depois que o país sofreu uma de suas maiores nevascas, eles optaram por retornar à África do Sul. As filmagens ocorreram na área da Cidade do Cabo, onde o Tremors 5: Bloodlines foi filmado. A cena de abertura foi filmada no deserto feita para parecer neve com filtros e técnicas de processamento de vídeo. Na história do filme, o clima desértico foi explicado pela mudança climática causando um calor incomum na área. Tendo trabalhado na série de filmes anterior, a equipe usou o CGI para muitas cenas do Graboid.

## Filmes da franquia
- Tremors (O Ataque dos Vermes Malditos no Brasil ou Palpitações em Portugal) (1990)
- Tremors 2: Aftershocks (O Ataque dos Vermes Malditos 2 no Brasil) (1996)
- Tremors 3: Back to Perfection (O Ataque dos Vermes Malditos 3 - De Volta à Perfection no Brasil) (2001)
- Tremors 4: The Legend Begins (O Ataque dos Vermes Malditos 4 - O Começo da Lenda  no Brasil) (2004)
- Tremors 5: Bloodlines (O Ataque dos Vermes Malditos 5 - Linhas de Sangue no Brasil) (2015)
- Tremors 7: Island Fury (O Ataque dos Vermes Malditos 7: Fúria da Ilha no Brasil) (2020)